# Экспедиция Брусилова
Экспеди́ция Бруси́лова — экспедиция 1912—1914 годов, предпринятая Георгием Львовичем Брусиловым на паровой шхуне «Святая Анна» с целью впервые в истории пройти Северным морским путём под российским флагом.

Карта района экспедиции лейтенанта Брусилова в 1912—1914 гг. из книги В. И. Альбанова «На юг к Земле Франца Иосифа!» — Петроград, 1917 год.

Экспедиционное судно вышло из Санкт-Петербурга и обогнуло Скандинавский полуостров. Зайдя в Александровск-на-Мурмане, пополнив там запасы и окончательно сформировав экипаж, 10 сентября 1912 года «Святая Анна» проследовала в восточном направлении. 17 сентября 1912 года шхуна прошла Карские Ворота, однако уже через неделю была зажата льдами у западного побережья Ямала и начала дрейф в северном и северо-западном направлении. В апреле 1914 года после полутора лет дрейфа, когда шхуна находилась севернее архипелага Земля Франца-Иосифа, отряд из 11 человек во главе со штурманом Валерианом Альбановым отправился в южном направлении. 9 человек из этого отряда по пути погибли или пропали без вести, лишь Альбанов и матрос Конрад были спасены экспедицией Георгия Седова, возвращавшейся на материк после зимовки на острове Гукера. Судьба 13 членов экспедиции, оставшихся на борту «Святой Анны», после апреля 1914 года неизвестна.
Поскольку в крайней северо-западной части Карского моря до этого не плавало ни одного судна, материалы, собранные экипажем шхуны и доставленные на материк Альбановым, имели важное научное значение: они позволили систематизировать сведения о течениях и определить границы материковой отмели. На основании наблюдений Альбанова во время пешего перехода его группы было открыто Восточно-Шпицбергенское течение.

## Подготовка экспедиции

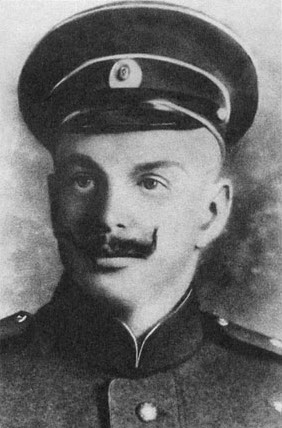
Георгий Львович Брусилов

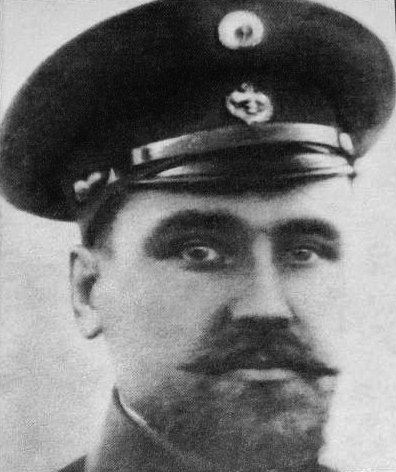
Валериан Иванович Альбанов

Полярные экспедиции Нансена, Пири, Амундсена и Скотта вызвали в России большой общественный интерес. В этой атмосфере морской офицер Георгий Львович Брусилов решил предпринять собственную арктическую экспедицию.
В 1912 году Брусилов получил на службе отпуск и организовал своих ближайших родственников в акционерное зверобойное общество, предполагавшее извлечь прибыль из попутного зверопромысла в арктических широтах.
Для нужд экспедиции Брусилов за 20 тысяч рублей приобрёл в Великобритании паровую шхуну (трехмачтовую баркентину) «Бленкатра», остававшуюся, несмотря на 45-летний возраст, в хорошем состоянии. В. И. Альбанов позднее писал: «…так сохранилась, что ей трудно дать больше 20 лет, как бы усердно не искать изъянов в её шпангоутах, бимсах, кницах и обшивках».
Репортёр петербургской газеты «Новое время» (выпуск от 18 июля 1912 года) так описывал свои впечатления от посещения судна:
«…нас встретил старший помощник капитана лейтенант Андреев Н. С., проводил в салон, где кожаные кресла и диваны, рассказал о целях экспедиции… „Св. Анна“ построена в 1867 году, грузоподъемность её 231 тонна, толщина бортов 27 дюймов, машина имеет мощность 400 индикаторных сил, ход 7—7,5 узлов… Пойдут вокруг Ньордкапа, остановятся на 3—4 дня в Архангельске, далее — в Карское море, обойдут полуостров Ямал и будут стремиться обогнуть мыс Челюскин, и, если это удастся, перезимуют в устье реки Хатанги. Далее пойдут вдоль побережья Сибири к Берингову проливу…»
Судно было переименовано в честь основного инвестора экспедиции, Анны Николаевны Брусиловой (жены его дяди, московского землевладельца Бориса Алексеевича Брусилова), выделившей 90 тысяч рублей. Под новым именем «Святая Анна» шхуна покинула Санкт-Петербург 10 августа 1912 года.
В Александровске-на-Мурмане (ныне Полярный) часть экипажа, включая судового врача, старшего помощника Н. С. Андреева, штурмана и нескольких матросов, отказалась от дальнейшего плавания.
На роль медика экспедиции по собственной инициативе вызвалась плывшая на шхуне в качестве пассажира из Санкт-Петербурга в Александровск-на-Мурмане Ерминия Александровна Жданко, дочь генерала А. Е. Жданко и племянница начальника Главного гидрографического управления генерал-лейтенанта М. Е. Жданко. Окончив самаритянские курсы, она имела квалификацию сестры милосердия.
Единственным штурманом экспедиции остался Валериан Альбанов, до этого имевший опыт лоцмейстерского плавания в Енисейской губе и работы старшим помощником капитана на рейсовом пароходе в Баренцевом море.
В окончательно сформированном экипаже из 24 человек было всего 7 профессиональных моряков, включая Брусилова и Альбанова. 10 сентября 1912 года шхуна отправилась в дальнейший путь, имея запас продовольствия на 18 месяцев. Дополнительное снабжение предполагалось добывать охотой.

## Плавание
17 сентября 1912 года шхуна прошла Югорский Шар, но уже через неделю оказалась зажата льдами у западного побережья Ямала на широте 71°45'. В конце октября 1912 года под сильным южным ветром начался дрейф ледового поля с вмёрзшим судном, вместо намеченного пути на восток судно стало продвигаться на север.

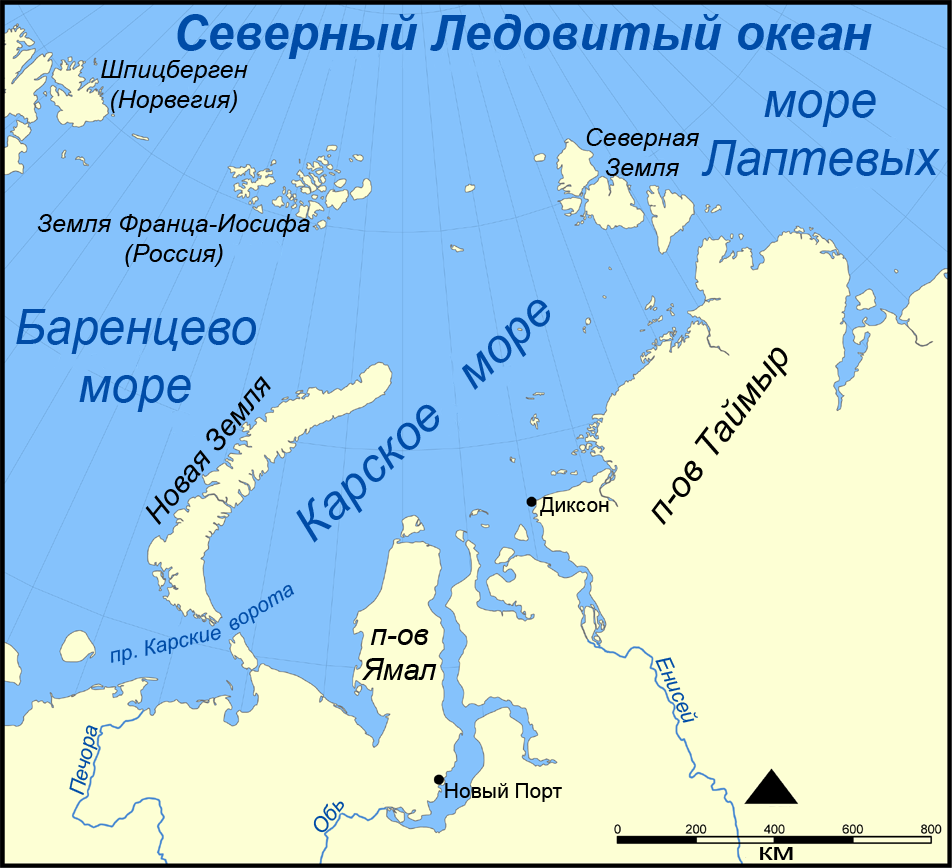

К лету 1913 года «Святую Анну» вынесло севернее Новой Земли. Попытки пропилить в ледяном поле канал до ближайшей полыньи не удались и судну пришлось готовиться ко второй зимовке.
Неопределённость положения усиливала разногласия среди экипажа. В сентябре 1913 года произошёл конфликт между Брусиловым и Альбановым, в результате которого Альбанов сложил с себя полномочия штурмана.
К началу 1914 года шхуну вынесло севернее Земли Франца-Иосифа. Несмотря на удачную охоту во время первого года плавания, стала ощущаться нехватка многих продуктов и топлива, ожидался голод.
10 апреля 1914 года 82°55,50′ с. ш. 60°45′ в. д.штурман Валериан Альбанов покинул шхуну вместе с тринадцатью членами команды, чтобы пешком достичь обитаемой земли. Поскольку первоначальный план экспедиции Брусилова не предполагал пеших походов, то всё оборудование и снаряжение пешей группы — семь байдарок, закреплённых на санях и меховая одежда — было самодельным, изготовленным людьми без опыта полярных переходов в кустарных условиях на борту «Святой Анны». Питание состояло в основном из сухарей и не соответствовало уровню физической нагрузки.

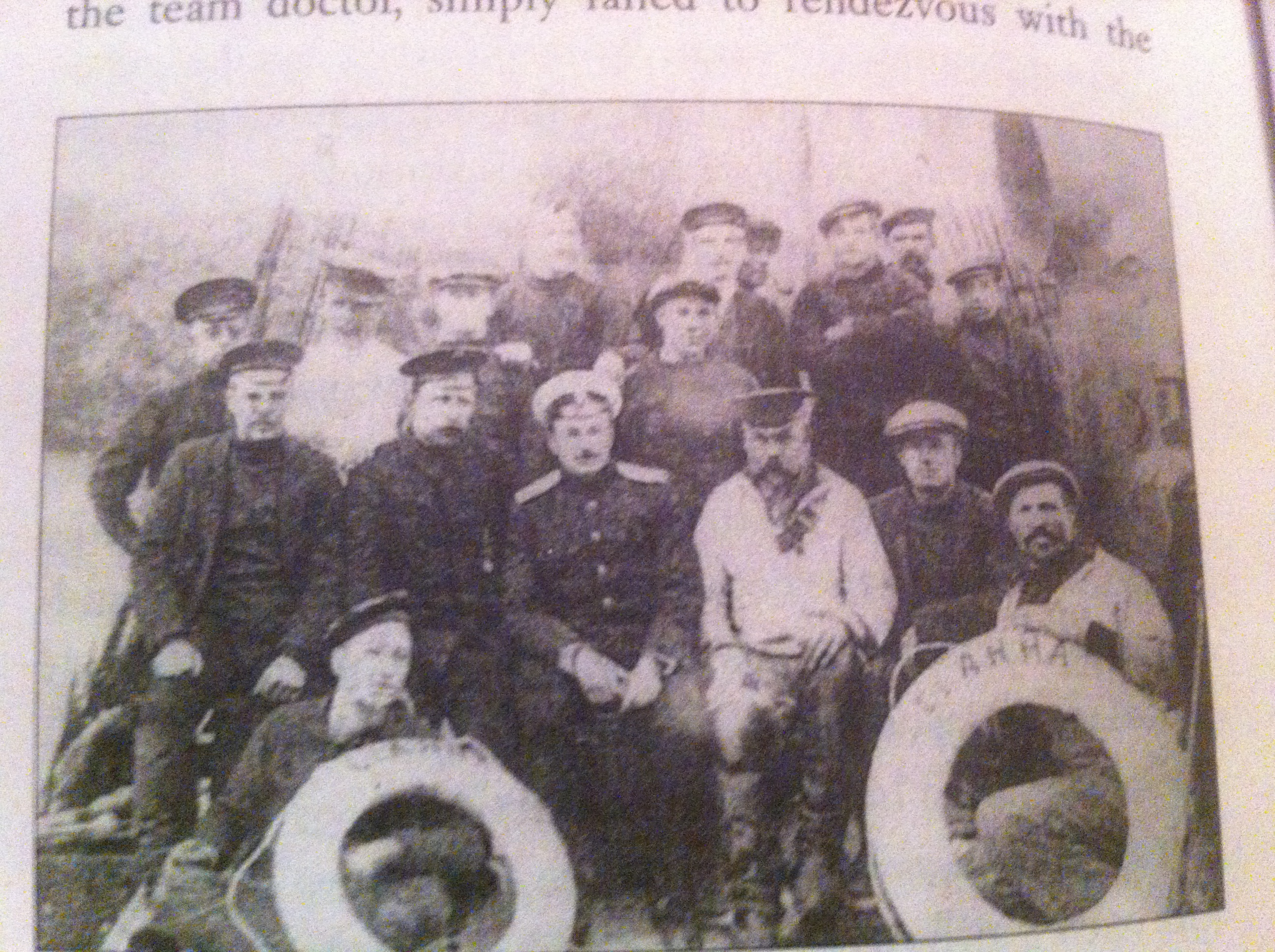
Команда «Святой Анны»

На судне осталось десять членов экипажа. Через некоторое время матросы Пономарёв, Шабатура и Шахнин сочли путь непосильным для себя и вернулись обратно на судно. В итоге последний экипаж «Святой Анны» состоял из 13 человек:
1. Георгий Брусилов, начальник экспедиции и капитан
2. Ерминия Жданко, медик
3. Иван Потапов, боцман
4. Яков Фрейберг, машинист
5. Вячеслав Шленский, гарпунёр, внештатный корреспондент архангельской газеты
6. Михаил Денисов, гарпунёр (норвежский подданный)
7. Густав Мельбард, матрос, ученик рижских мореходных классов
8. Иоган Параприц, матрос, ученик рижских мореходных классов
9. Гавриил Анисимов, матрос
10. Иван Пономарёв, матрос
11. Александр Шахнин, матрос
12. Максим Шабатура, кочегар
13. Игнатий Калмыков, повар.

Дальнейший путь на лыжах, санях и байдарках продолжили:
1. Валериан Альбанов, штурман
2. Пётр Максимов, старший рулевой
3. Иван Луняев, матрос
4. Александр Архиреев, матрос
5. Евгений Шпаковский, матрос
6. Прохор Баев, матрос
7. Владимир Губанов, машинист
8. Александр Конрад, матрос
9. Ольгерд Нильсен, матрос (датчанин, из прежнего британского экипажа судна)
10. Павел Смиренников, матрос
11. Ян Регальд, стюард

Альбанов планировал добраться до архипелага Земля Франца-Иосифа, где, как он знал из книги Нансена, располагалась база арктических экспедиций Джексона, и там дождаться проходящего судна. Предстояло преодолеть около 160 морских миль (310 км).
3 мая матрос Баев ушел на разведку и не вернулся, поиски не дали результата.
Проводимые Альбановым по пути астрономические наблюдения и вычисление координат неожиданно показали, что полярников вместе со льдом быстро уносит в сторону от цели. Это было ранее неизвестное Восточно-Шпицбергенское течение.

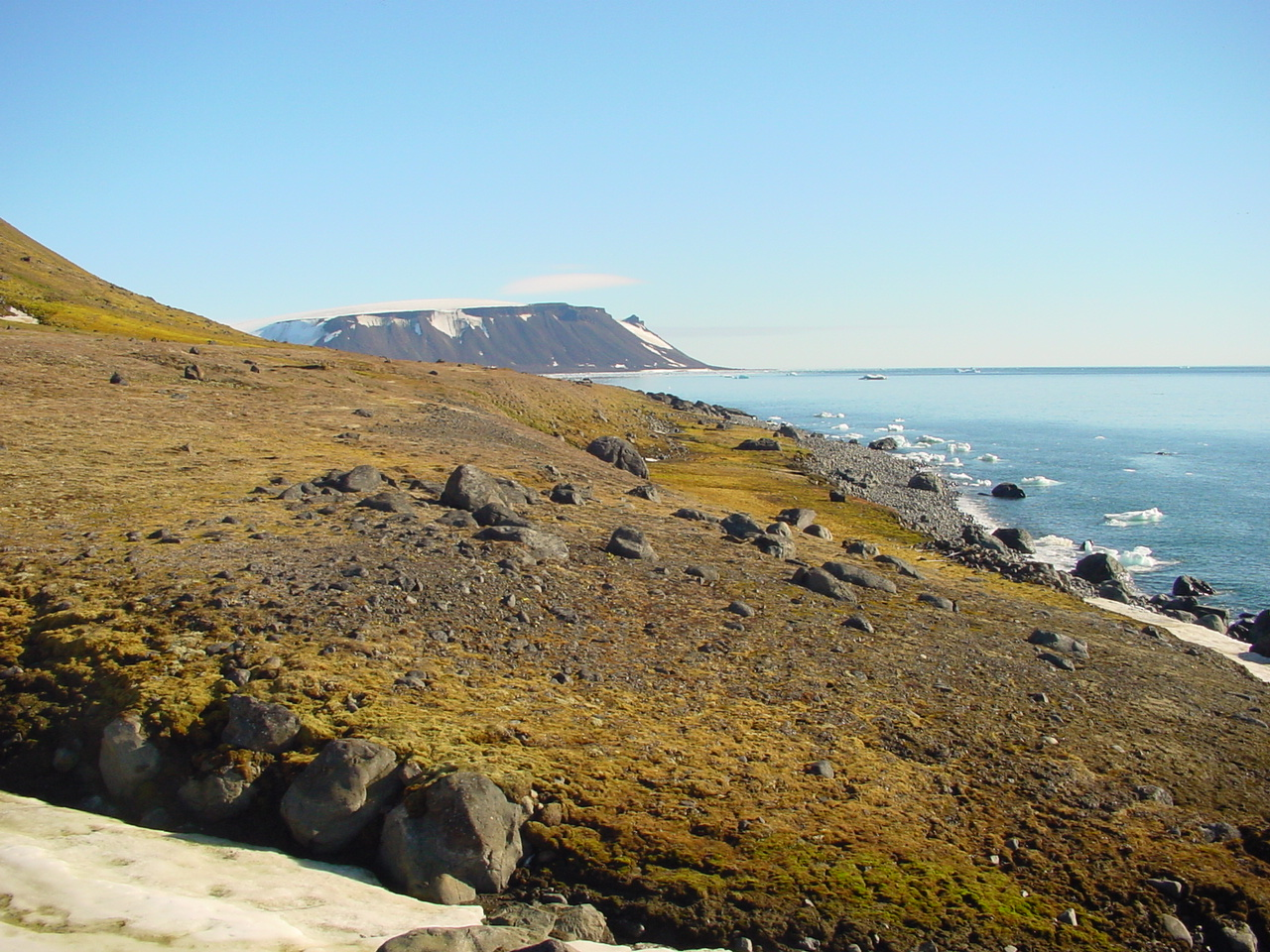
Побережье острова Нортбрук

29 июня члены экспедиции вышли на южный берег мыса Мэри Хармсуорт (остров Земля Александры), где увидели свободное ото льда море. На десять человек оставалось лишь две байдарки, и отряд вынужденно разделился на две партии, одна из которых пошла на байдарках, а другая — на лыжах вдоль берега. За время пути в береговой партии заболел и умер матрос Архиреев. Воссоединились обе группы на мысе Ниль (остров Земля Георга). Следующей точкой встречи был назначен мыс Гранта (остров Земля Георга). Пять человек на байдарках прибыли в условное место и ожидали береговую партию, но безуспешно.
Далее байдарки пошли к острову Белл и достигли его 5 июля. В пути заболел и умер матрос Нильсен. 7 июля обе байдарки направились к мысу Флора. Поднявшийся сильный северный ветер унёс в море байдарку с матросами Луняевым и Шпаковским, об их дальнейшей судьбе неизвестно. Второй байдарке удалось вернуться к острову Белл.
Наконец 9 июля байдарке Альбанова и матроса Александра Конрада удалось добраться до старой базы Джексона на мысе Флора (остров Нортбрук, Земля Франца-Иосифа). В результате сноса льдов Восточно-Шпицбергенским течением с момента оставления «Святой Анны» они прошли более четырёхсот километров за неполных три месяца.
15 июля Конрад в одиночку (Альбанов был к тому времени тяжело болен) отправился на мыс Гранта для поисков пропавшей береговой партии. Никаких следов ему обнаружить не удалось.
20 июля к мысу Флора подошла шхуна «Святой Фока» (экспедиции Седова) под командованием Н. М. Сахарова и спасла Альбанова и Конрада, единственных выживших в экспедиции.

## Поиски экспедиции

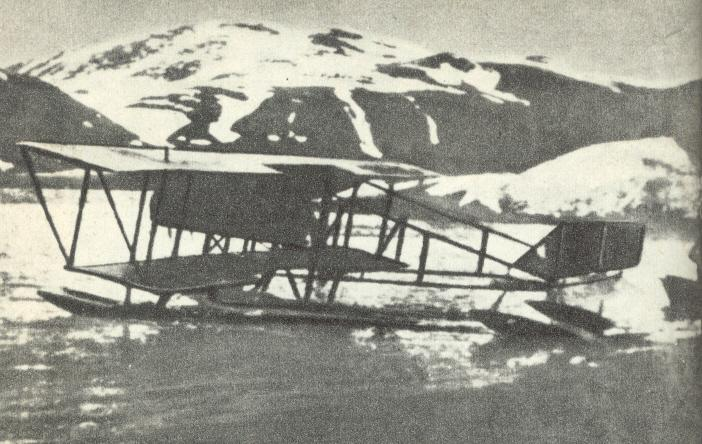
Гидросамолет Нагурского Farman MF.11 в бухте Крестовая губа на Новой Земле

К 1914 году сразу три русские арктические экспедиции — Г. Л. Брусилова, Г. Я. Седова и В. А. Русанова — считались пропавшими без вести. 18 января 1914 года Совет министров дал указание морскому министерству предпринять их поиски. Главным гидрографическим управлением были организованы несколько поисковых экспедиций.
В западной спасательной экспедиции под руководством капитана 1-го ранга Исхака Ислямова участвовали четыре судна: барк «Эклипс», пароход «Печора», паровые шхуны «Герта» и «Андромеда». «Эклипс» под командованием Свердрупа должен был пройти на восток Северо-Восточным проходом, а остальные суда — осмотреть район Новой Земли и Земли Франца-Иосифа.
Для поисков впервые в мировой истории использовалась полярная авиация: лётчик Ян Нагурский на гидросамолёте «Farman MF.11» исследовал с воздуха льды и побережье Новой Земли на протяжении около 1060 километров.
«Эклипсу», в свою очередь, потребовалась помощь во время зимовки 1914—1915 годов у северо-западного побережья полуострова Таймыр. Эвакуацию части моряков с «Эклипса» произвела сухопутная экспедиция на оленях под руководством Н. А. Бегичева. Освободившись от льдов, «Эклипс» достиг острова Уединения и осенью 1915 года поднял на нём российский флаг.
Шхуна «Герта» под командованием Ислямова на своём пути к острову Нортбрук разминулась с возвращавшимся в то же время в Архангельск «Святым Фокой» с Альбановым и Конрадом, но записка Альбанова, оставленная им на базе Джексона на мысе Флора, была обнаружена Ислямовым.
С восточной стороны поиск был поручен судам гидрографической экспедиции Северного Ледовитого океана под руководством капитана 2-го ранга Б. А. Вилькицкого. Восточная экспедиция также пыталась задействовать воздушную разведку, однако гидросамолёт «Генри-Фарман» лётчика Д. Н. Александрова потерпел аварию в первом же пробном полёте в бухте Эмма (Провидения) на Чукотке и далее не использовался.
В течение 1914—1915 годов экспедиционные ледокол-пароходы «Таймыр» и «Вайгач» (командир П. А. Новопашенный) преодолели весь Северо-Восточный проход от Владивостока до Архангельска, впервые сделав это в направлении с востока на запад.
В течение двух лет поисков не удалось обнаружить следов «Святой Анны». В сентябре 1915 года все спасательные экспедиции вернулись в Архангельск, поиски были прекращены.
В 1919 году Альбанов пытался убедить Верховного правителя России адмирала А. В. Колчака — участника экспедиции Э. В. Толля — организовать новую поисковую экспедицию, но не преуспел в этом и вскоре сам погиб при не до конца выясненных обстоятельствах.

### Современная история
В 2010 году группой единомышленников (Ферштер Евгений Левитович, Буйнов Роман Петрович, Радун Леонид Семёнович, Унтила Александр Павлович, Чичаев Александр Николаевич, Мельник Владимир Михайлович, Сергей Рябцев, Андрей Николаев) под руководством Олега Продана была организована первая за долгий срок поисковая экспедиция, в ходе которой на острове Земля Георга (Земля Франца-Иосифа) были найдены человеческие останки и предметы, предположительно принадлежащие пропавшей береговой партии группы Альбанова. Среди них были: карманные часы (из дневников Альбанова известно, что они были единственные на всю пешую партию и принадлежали матросу Павлу Смиренникову), ложка с инициалами «П. С.» (возможно, также принадлежавшая матросу Павлу Смиренникову — в таком случае останки, вероятно, тоже его), самодельные тёмные очки из бутылочных стёкол, три винтовочных патрона 1910—1911 годов выпуска, эмалированная кружка, остатки жестяного ведра, свисток, детали лыж или снегоступов, фрагменты одежды и снаряжения. Многие из найденных вещей упоминаются в дневнике Альбанова. Также были найдены остатки дневников, в удовлетворительном состоянии. На листах, которые возможно было прочитать без предварительной экспертизы, описывались будни дрейфа на «Святой Анне» (прямое упоминание названия судна было в тексте), сцены охоты на медведей, описание течения болезни капитана, а также — по дням — температура воздуха и глубина океана. В тексте упоминались фамилии Брусилова, Луняева, штурмана Альбанова. Остальная часть дневников была передана на реставрацию.
Впоследствии было установлено, что автором дневника является машинист Владимир Губанов. Кроме будничных описаний дрейфа (незадолго перед уходом партии Альбанова), дневник содержит и указания на развивавшийся конфликт штурмана и Брусилова («Луняев разнимал»). Останки человека, найденные экспедицией Продана, по состоянию на конец 2012 года предположительно идентифицируются как принадлежащие стюарду «Святой Анны» Яну Регальду — на основании антропологического исследования, проведённого Виктором Звягиным, профессором Российского центра судебно-медицинской экспертизы. Были найдены родственники Регальда, проживающие в Минске и Тарту, взяты пробы ДНК. Однако окончательного ответа на вопрос о принадлежности костных останков по итогам экспертизы ДНК пока не дано. По антропологическим показателям подходят также и Смиренников, и Губанов (но не руководитель пешей группы рулевой Пётр Максимов, который не подходит по возрастной категории).
В 2013—2014 годах была предпринята вертолетная экспедиция по постановке радиобуев на дрейфующий лёд в том месте, где Валериан Альбанов со своей партией покинули «Святую Анну». Дата постановки буев также совпадала с датой ухода штурмана с судна. Предполагалось, что за прошедшие сто лет направление основных ветров и течений в это время года сохранилось, и дрейф радиомаяков укажет примерную траекторию дрейфа «Святой Анны», что даст возможность сделать предположения о судьбе судна. В результате почти двухлетнего дрейфа, основные перемещения которого происходили не в направлении Гренландии, как считалось раньше, а к северо-востоку от Земли Франца-Иосифа, два буя вышли из строя, а один прекратил передавать сигналы в непосредственной близости от северо-западной оконечности того же архипелага. Этот регион ЗФИ и по сей день изучен крайне мало, и для возможных поисков останков шхуны и экипажа требуется хорошо подготовленная и снаряженная экспедиция.
Во время второй экспедиции «По следам двух капитанов», 18 апреля 2016 года в катастрофе вертолёта Robinson R-66 в районе острова Белый, погибли руководитель экспедиции Олег Продан, Алексей Фролов и Михаил Фарих. Комиссия Межгосударственного авиационного комитета назвала главными факторами, повлекшими авиакатастрофу, ошибочные действия командира воздушного судна и неподготовленность пилота.

## Гипотезы о причинах гибели «Святой Анны»
После ухода группы Альбанова и сокращения числа зимовщиков оставшиеся запасы продовольствия на судне оценивались как достаточные на срок до середины 1915 года. На основании опыта предыдущих зимовок вероятность быть раздавленной льдами оценивалась как минимальная. Исходя из данных о направлении и скорости движения льдов, шхуна должна была освободиться от ледяного плена в Гренландском море летом 1915 года.
О причинах исчезновения судна выдвигалось несколько гипотез, но ни одна из них не получила фактического подтверждения:
- Судно погибло от случайного пожара.
- Экипаж судна погиб от цинги либо от паразитарного заболевания трихинеллёза, причиной которого могло стать употребление в пищу мяса белых медведей и моржей, не прошедшего достаточную термическую обработку.
- Судно освободилось ото льдов в разгар Первой мировой войны и на пути в порт было потоплено германскими субмаринами в ходе битвы за Атлантику[3].
- Судно погибло после освобождения ото льдов в результате зимнего шторма в Северной Атлантике[15]

## Научные результаты экспедиции

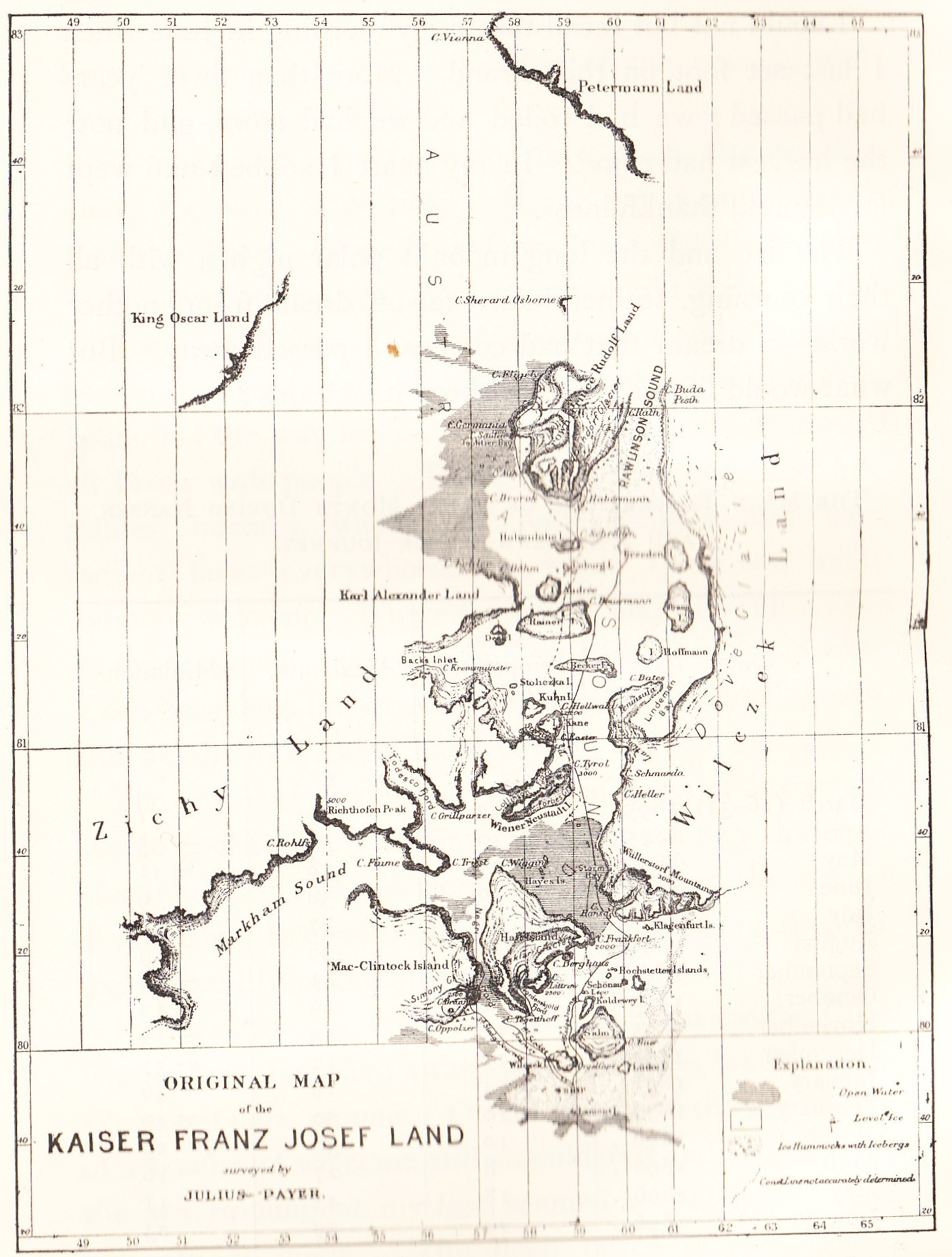
Карта Юлиуса Пайера 1874 года из книги Ф. Нансена, которой пользовался Альбанов

- Доставленные Альбановым материалы экспедиции Брусилова позволили систематизировать сведения о течениях, определить границы материковой отмели, выявить подводный жёлоб Святой Анны на границе между Карским и Баренцевым морями.
- На основании наблюдений Альбанова во время пешего перехода выявлена закономерность дрейфа льдов в юго-западном направлении и открыто Восточно-Шпицбергенское течение.
- Группа Альбанова независимо от Умберто Каньи обнаружила мифичность Земли Петермана и Земли Оскара, а также значительных частей острова Рудольфа и Земли Александры. Для навигации Альбанов располагал только устаревшей картой Юлиуса Пайера 1874 года, приведённой в книге Нансена, где эти острова ещё были обозначены. Вероятнее всего, эти Земли действительно существовали, но, подобно Земле Санникова, состояли из ископаемого льда и при потеплении климата в Арктике просто растаяли.

## В художественной литературе
- Часть истории экспедиции была использована В. Кавериным в романе «Два капитана»:
  - Георгий Львович Брусилов является одним из прототипов Ивана Львовича Татаринова;
  - штурман Валериан Альбанов — прототип штурмана Ивана Климова;
  - шхуна «Святая Анна» — прототип шхуны «Святая Мария».
- Роман швейцарского исследователя и писателя Рене Гузи (фр. Rene Gouzy) «В полярных льдах», изданный в 1928 году в Ленинграде издательством «Вокруг света», описывает дрейф во льдах парусной шхуны «Эльвира» от лица медсестры Ивонны Шерпантье. В романе в форме дневника рассказывается об уходе части экипажа во главе со штурманом и о смерти оставшихся от голода и болезней. Издание романа сопровождалось литературной мистификацией: якобы Шарпантье перед смертью упаковала свой дневник в плавучий мешок, найденный затем китобоями[2]. Гузи разоблачил собственную мистификацию в 1931 году.
- Своеобразная версия судьбы Брусилова и экспедиции «Святой Анны» изложена в романе Николая Шпанова «Лед и фраки» («Земля Недоступности»).

## Материалы экспедиции и воспоминания участников
Альбанов написал книгу воспоминаний. Впервые издана в 1917 году в России, в 1925 году на немецком и французском языках в Германии, в 2000 году на английском в США и с тех пор неоднократно переиздавалась.
В качестве приложения к этим мемуарам вышел также дневник Конрада, изданный после смерти автора в 1940 году.